# Neodakaria umbonata
Neodakaria umbonata är en mossdjursart som beskrevs av Soule, Soule och Chaney 1995. Neodakaria umbonata ingår i släktet Neodakaria och familjen Bitectiporidae. Inga underarter finns listade i Catalogue of Life.